# Hydroides ralumianus
Hydroides ralumianus är en ringmaskart som beskrevs av Augener 1927. Hydroides ralumianus ingår i släktet Hydroides och familjen Serpulidae. Inga underarter finns listade i Catalogue of Life.